# Vulkanspett
Vulkanspett (Leuconotopicus stricklandi) är en fågel i familjen hackspettar inom ordningen hackspettartade fåglar.

## Utseende
Vulkanspett är en medelstor hackspett, mindre än hårspetten som ofta förekommer i samma område. Den skiljs från denna genom en stor och mörk kindfläck på vitt ansikte, mörkbrun (ej svartaktig) ovansida med mörka tvärband på en vit ryggfläck samt ordentligt med mörka streck och fläckar på undersidan. Snarlika arizonaspetten (tidigare behandlad som underart) har ljusare brunt på den helt rent färgade ovansidan, mer fläckar än streck undertill, rostfärgad anstrykning på centrala stjärtpennorna samt längre näbb.

## Utbredning och systematik
Vulkanspett förekommer i barrskogar i östra Mexiko (Michoacán till Veracruz). Den behandlas som monotypisk, det vill säga att den inte delas in i några underarter. Tidigare behandlades arizonaspetten som underart till stricklandi, men den urskiljs numera allmänt som egen art.

### Släktestillhörighet
Arten placerades tidigare i släktet Picoides, men DNA-studier visar att den inte alls är närbesläktad med typarten i Picoides, tretåig hackspett. Istället hör den till en grupp övervägande amerikanska hackspettar som även inkluderar släktet Veniliornis. Den förs därför nu till ett annat släkte, antingen tillsammans med närmaste släktingarna hårspett, arizonaspett, vithuvad hackspett, tallspett och rökbrun hackspett till Leuconotopicus eller så inkluderas de tillsammans med Veniliornis-arterna i Dryobates.

## Status och hot
Arten har ett rätt begränsat utbredningsområde och en liten världspopulation uppskattad till mellan 20 000 och 50 000 vuxna individer. Den tros minska i antal, dock inte tillräckligt kraftigt för att den ska betraktas som hotad. Internationella naturvårdsunionen IUCN kategoriserar därför arten som livskraftig (LC).

## Namn
Fågelns vetenskapliga artnamn hedrar den brittiske geologen och zoologen Hugh Edwin Strickland (1811-1853). Tidigare kallades den stricklandspett även på svenska, men tilldelades 2024 ett mer informativt namn av BirdLife Sveriges taxonomikommitté.

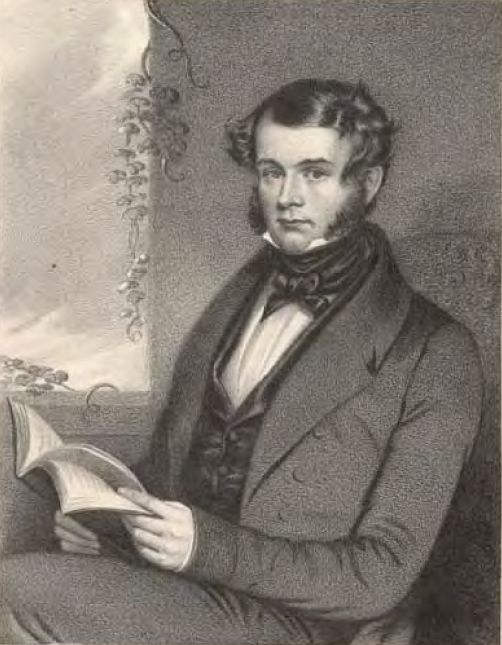
Fågelns vetenskapliga namn hedrar den engelske naturforskaren Hugh Edwin Strickland.